# Dirphya schoutedeni
Dirphya schoutedeni är en skalbaggsart som först beskrevs av Stefan von Breuning 1951.  Dirphya schoutedeni ingår i släktet Dirphya och familjen långhorningar. Inga underarter finns listade i Catalogue of Life.